# Ripley (Oklahoma)
Ripley és un poble dels Estats Units a l'estat d'Oklahoma. Segons el cens del 2000 tenia 444 habitants.

## Demografia
Segons el cens del 2000, Ripley tenia 444 habitants, 158 habitatges, i 118 famílies. La densitat de població era de 463,3 habitants per km².
Dels 158 habitatges en un 40,5% hi vivien nens de menys de 18 anys, en un 51,3% hi vivien parelles casades, en un 15,8% dones solteres, i en un 24,7% no eren unitats familiars. En el 23,4% dels habitatges hi vivien persones soles el 10,8% de les quals corresponia a persones de 65 anys o més que vivien soles. El nombre mitjà de persones vivint en cada habitatge era de 2,81 i el nombre mitjà de persones que vivien en cada família era de 3,21.
Per edats la població es repartia de la següent manera: un 32,9% tenia menys de 18 anys, un 9,5% entre 18 i 24, un 26,1% entre 25 i 44, un 19,6% de 45 a 60 i un 11,9% 65 anys o més.
L'edat mediana era de 32 anys. Per cada 100 dones de 18 o més anys hi havia 86,3 homes.
La renda mediana per habitatge era de 24.643 $ i la renda mediana per família de 36.250 $. Els homes tenien una renda mediana de 26.500 $ mentre que les dones 15.250 $. La renda per capita de la població era de 10.030 $. Entorn del 18% de les famílies i el 18,9% de la població estaven per davall del llindar de pobresa.

## Poblacions més properes
El següent diagrama mostra les poblacions més properes.